# Swedish Open 1962
Die Swedish Open 1962 fanden vom 13. bis zum 14. Januar 1962 in Malmö statt. Es war die siebente Austragung dieser internationalen Meisterschaften von Schweden im Badminton.

## Finalergebnisse
| Disziplin    | Sieger                                 | Finalist                        | Ergebnis           |
| ------------ | -------------------------------------- | ------------------------------- | ------------------ |
| Herreneinzel | Erland Kops                            | Knud Aage Nielsen               | 15–4, 15–9         |
| Dameneinzel  | Ulla Rasmussen                         | Karin Jørgensen                 | 11–3, 5–11, 11–4   |
| Herrendoppel | Jørgen Hammergaard Hansen Finn Kobberø | Henning Borch Knud Aage Nielsen | 15–14, 7–15, 15–4  |
| Damendoppel  | Bente Kristiansen Aase Winther         | Ulla Rasmussen Karin Jørgensen  | 10–15, 18–15, 15–4 |
| Mixed        | Finn Kobberø Anni Hammergaard Hansen   | Jesper Sandvad Aase Winther     | 15–6, 15–7         |